# ایستگاه مودی سنتر
ایستگاه مودی سنتر (انگلیسی: Moody Centre station) یک ایستگاه حمل‌ونقل سریع میان‌وجهی در مترو ونکوور است که هم توسط خط میلنیوم - بخشی از سیستم اسکای‌ترین (ونکوور) - و هم از طریق سیستم ریلی شهری وست کوست اکسپرس ارائه می‌شود.